# Commanderij Ellingen
Ellingen was een tot de Frankische Kreits behorende commanderij van de balije Franken van de Duitse Orde.
Oorspronkelijk is Ellingen door Walter en Kunigonde van Ellingen gesticht als hospitaal. Later werd het opgedragen aan keizer Frederik I. Keizer Frederik II schonk het in 1216 aan de Duitse Orde, die hier een commanderij stichtte. In 1322 werd het halsgerecht verworven. Sinds de veertiende eeuw is Ellingen de zetel van de landcommandeur van de balije Franken. Deze bouwde in Ellingen een grootse geestelijke residentie. Na de dood van landcommandeur van Lehrbach in 1787 kwam de commanderij in het bezit van de Duitsmeester. Op 5 januari 1789 werd de balije Franken geïncorporeerd in het meesterdom Mergentheim. Bij de daarop volgende reorganisatie van de ordensstaat werd het bestuur van de balije omgezet in een bovenambt (Oberamt). In 1796 werd het gebied ingelijfd door het Pruisische vorstendom Ansbach. Toen het vorstendom Ansbach in 1806 met Beieren werd verenigd, kwam ook Ellingen aan Beieren.